# Partito della Sinistra Cristiana

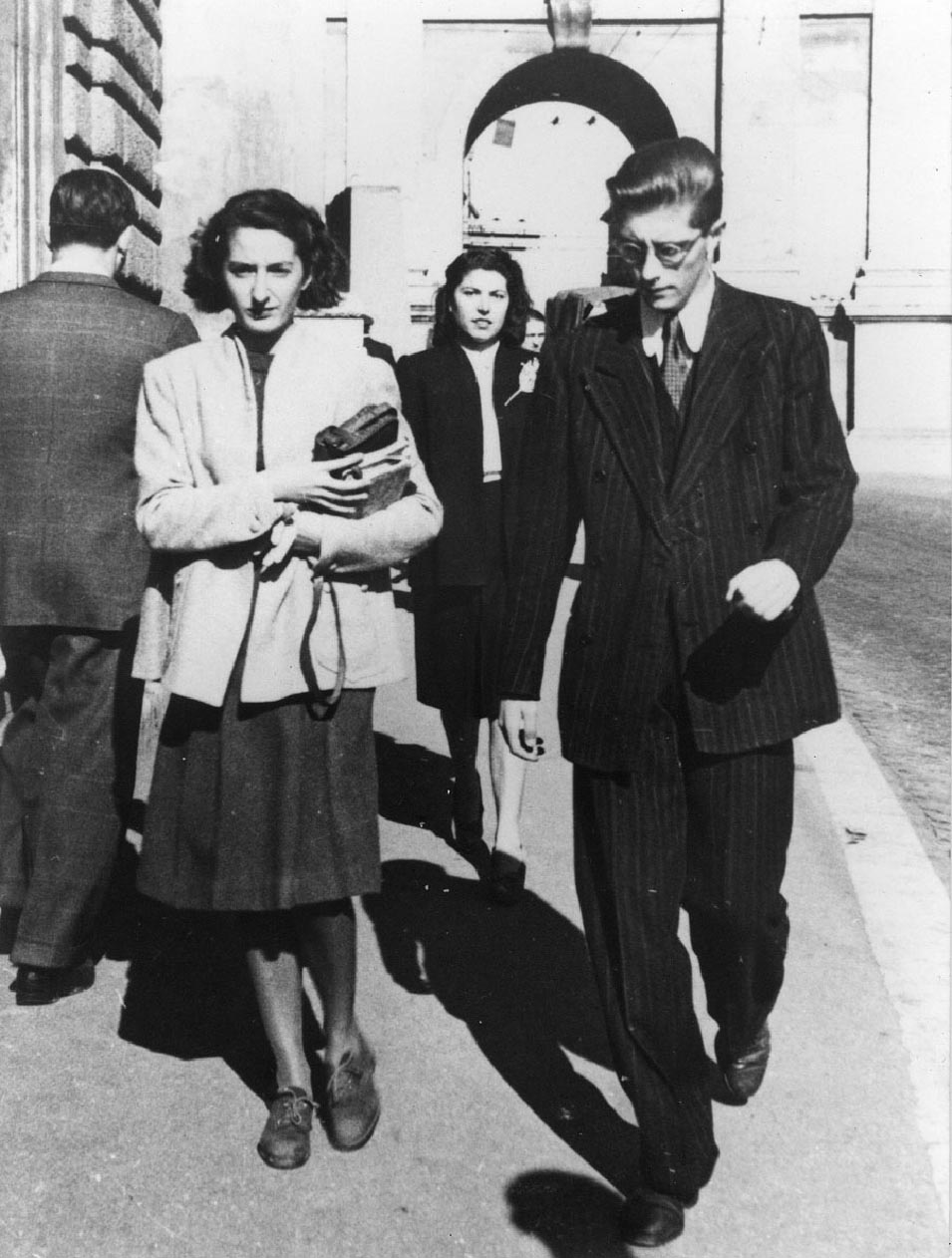
Franco Rodano e Laura Garroni

Il  Partito della Sinistra Cristiana è stato un partito politico italiano, che coniugò i valori cattolici con l'ideologia comunista e marxista. Il partito venne fondato nel 1939 da Franco Rodano e Adriano Ossicini; nel dicembre 1945 confluì nel PCI. Rodano fu un ascoltato consigliere di Enrico Berlinguer ed è passato alla storia come uno degli ideologi della strategia del compromesso storico.

## Processo di formazione del partito
I cattolici filo-marxisti, inizialmente, si organizzarono in un gruppo composto, oltre che da Rodano, anche da Ossicini, Marisa Cinciari, le sorelle Laura e Silvia Garroni, Romualdo Chiesa, Mario Leporatti e Tonino Tatò. Nella primavera del 1941, Franco Rodano, don Paolo Pecoraro e Adriano Ossicini elaborarono il “Manifesto del Movimento cooperativista”, in cui si sostenne la necessità di un immediato impegno dei cattolici contro il fascismo, tentando di conciliare i concetti di proprietà e di libertà con quelli di un socialismo umanitario. Dopo di ciò, il gruppo si costituì in Partito Cooperativista Sinarchico (PCS) e cominciò a collaborare clandestinamente e dall'esterno con il Partito Comunista Italiano. Nel 1942, il PCS divenne Partito Comunista Cristiano (PCC): aderirono al movimento Felice Balbo e Fedele D'Amico; Ossicini, insieme a Lucio Lombardo Radice (PCI) e Amedeo Coccia, fondò il giornale clandestino Pugno chiuso.

## Attività antifascista dei cattolici comunisti
Il 5 maggio 1941, all'università, gli studenti del PCC organizzarono un lancio di “stelle filanti” recanti scritte antifasciste; furono arrestati Mario Leporatti, Giorgio Castaldo, Tullio Migliori e Romualdo Chiesa; quest'ultimo, pur essendo trattato con durezza, non fece alcun nome e venne scarcerato.
Il 18 maggio 1943, a seguito di una retata furono arrestati e incarcerati Rodano, Ossicini e la Cinciari. Pur essendo violentemente malmenato per alcuni giorni, Ossicini ammise soltanto di aver espresso critiche alla legislazione razziale del fascismo in un colloquio avuto alcuni giorni prima con monsignor Domenico Tardini, in quanto contrastante - a suo parere - con la dottrina cristiana. Non essendo emersi elementi probanti del suo coinvolgimento nella lotta antifascista e grazie all'intercessione del Vaticano, Ossicini fu scarcerato il 23 luglio successivo, in attesa di essere condannato al confino politico. La caduta del fascismo vanificò anche tale evenienza, ma il giovane antifascista fu ammonito da papa Pio XII a non commettere ulteriori errori per il futuro.

## I cattolici comunisti e la Resistenza

Romualdo Chiesa, martire alle Fosse Ardeatine

In relazione alla lotta partigiana, il contributo dei comunisti cattolici si mostrò progressivamente più visibile e concreto ed il movimento partecipò attivamente alla battaglia di San Paolo del 9 settembre 1943, in cui cadde un membro autorevole di tale gruppo, il professore Raffaele Persichetti.
Il 10 settembre 1943, con i tedeschi alle porte, due gruppi di volontari, aderenti al movimento, si dettero appuntamento in Via Galvani, per armarsi e combattere in difesa di Roma. Il primo gruppo, formato da studenti, era comandato da Romualdo Chiesa; il secondo, di operai di Monte Mario, era comandato da Adriano Ossicini e da Armando Bertuccioli. Il movimento ebbe il battesimo del fuoco a porta San Paolo e, immediatamente dopo la resa di Roma, prese il nome di Movimento dei Cattolici Comunisti (MCC).
Il 30 settembre Giulio Andreotti con lettera agli esponenti del movimento espresse "a nome del Papa" la contrarietà a una collaborazione sic et simpliciter tra cattolici e Partito Comunista. Contemporaneamente De Gasperi e Spataro formularono a Ossicini e Rodano la richiesta di far confluire il movimento nella Democrazia Cristiana; Ossicini rifiutò e Rodano prospettò addirittura un ingresso del movimento nel PCI; ciò creò la prima frattura tra i due.
Il nuovo soggetto politico chiese di aderire al Comitato di Liberazione Nazionale, ma non venne ammesso per l'opposizione della Democrazia Cristiana; gli si consentì, peraltro, di essere rappresentato, in seno al comitato, dal Partito Democratico del Lavoro di Meuccio Ruini. Il movimento si dotò anche di un giornale clandestino, Voce Operaia, pubblicato a cura di Amedeo Coccia.
Nella sagrestia della chiesa di Santa Maria in Cappella fu ricavato un deposito di armi del MCC. Ossicini svolse anche alcune azioni nel viterbese, nelle Marche e ai Castelli romani;  il 1º febbraio 1944 fu arrestato in una retata in via del Corso. Condotto in questura, riuscì a evadere beffando la polizia fascista.
Romualdo Chiesa, dopo essere sfuggito tre volte alla cattura, fu arrestato dai tedeschi il 15 febbraio 1944, a seguito di una denuncia da parte di una spia delle SS. Condotto nel carcere di via Tasso, venne torturato per giorni, fino quasi a perdere la vista. Il 24 marzo venne portato nelle cave di pozzolana lungo la via Ardeatina, dove venne fucilato nell'eccidio delle Fosse Ardeatine, rappresaglia dell'azione partigiana in via Rasella.

## Nascita e dissoluzione di Sinistra Cristiana

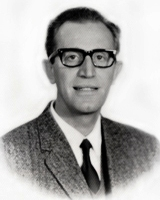
Adriano Ossicini all'epoca della sua elezione al Senato

Dopo la liberazione di Roma, gli spazi politici del movimento si restrinsero per il rafforzarsi della DC come unica rappresentanza dei cattolici italiani; tale linea era condivisa dallo stesso Togliatti. 
Il 9 settembre 1944, il MCC divenne Partito della Sinistra Cristiana, con la confluenza del movimento cristiano-sociale di Gabriele De Rosa ma, tra il gennaio e il maggio del 1945, L'Osservatore Romano riaffermò che solo la DC aveva titolo di rappresentare i cristiani in politica. 
Il 7 dicembre 1945, un congresso straordinario decretò lo scioglimento definitivo della Sinistra cristiana; Rodano, Balbo, De Rosa, Tonino Tatò, Marisa Cinciari, Giglia Tedesco e Luciano Barca entrarono nel PCI; essi costituirono una corrente minoritaria ma fondamentale del partito, evolutasi anche, dopo lo scioglimento del PCI, nei partiti che da esso sono scaturiti. Ossicini abbandonò temporaneamente la politica poi, dal 1968 al 1992, fu eletto al Senato come indipendente di Sinistra, nelle liste del PCI.
La confluenza nel partito di Togliatti segnò la rottura dei cattolici comunisti con un altro gruppo politico della sinistra cristiana, il Partito Cristiano Sociale di Gerardo Bruni, che mantenne una posizione di autonomia a sinistra.
I membri della Sinistra Cristiana furono spesso definiti cattocomunisti.

## Ideologia
Il Partito della Sinistra Cristiana si basava sia sul marxismo che sul leninismo. Esso interpretava però tali ideologie in senso eterodosso, e sulla chiave del revisionismo del marxismo (propugnato specialmente da Rodano). Il partito faceva suo il concetto marxista di materialismo storico, considerandolo conciliabile con la religione cattolica, ma rifiutava categoricamente (come anche Amadeo Bordiga) la teoria di Engels del materialismo dialettico, considerato non solo anticristiano, ma anche dannoso nei confronti del movimento comunista.

## Programma
Il programma venne redatto da Adriano Ossicini, Franco Rodano e Paolo Pecoraro, documento in cui erano esposte le finalità che tale movimento si proponeva in quanto comunista e cristiano erano considerati termini antitetici.
Il programma, dopo aver interpretato il fascismo come ” ultima forma politica del capitalismo borghese” e sottolineato l’incapacità per ” inettitudine psicologica” della piccola e media borghesia di liberarsi da ” un’educazione e mentalità borghese, affermava che ” il proletariato e i contadini poveri, le classi fondamentali della produzione moderna, sono le vere forze rivoluzionarie direttamente interessate alla distruzione della società borghese e capaci, per la loro stessa realtà di classe” di fondare il nuovo ordinamento sociale basato sulla gestione sociale dei mezzi di produzione per l’abolizione delle classi e l’instaurazione di una società senza sfruttatori e sfruttati”.
Quindi il programma proseguiva sostenendo che il Partito Comunista Cristiano era “ il partito del proletariato e dei contadini poveri. Esso è l’avanguardia organizzata e cosciente di queste classi; pertanto, mentre ne esprime le più profonde esigenze e i più concreti bisogni, guida operai e contadini al conseguimento dei loro storici obiettivi”.
Quindi l’ideologia socialdemocratica era vista come una forza che aveva tradito la classe operaia e i contadini, armando i nemici del proletariato. Il primo obiettivo della lotta politica degli operai e dei contadini doveva essere “ la distruzione dello Stato borghese e la dittatura del proletariato”
La seconda parte del documento affrontava o temi più spinosi inerenti ai rapporti con la Chiesa e la religione, sostenendo che non ci fosse alcuna antitesi fra comunismo e cristianesimo e lo stesso cattolicesimo in quanto “ la religione cattolica non è uno strumento della reazione, ma può essere fonte delle più estreme ed energiche iniziative rivoluzionarie.
Infatti per il partito la religione deve essere al di sopra delle classi, ma nel contempo identificarsi sul terreno sociale “ via via storicamente con l’interesse delle classi oppresse, dato che “ il suo insegnamento si identifica con la carità e la giustizia”.
Inoltre, se si prendeva in considerazione la libertà di religione e di culto nell’ambito di un accordo tra Stato rivoluzionario e Chiesa per la soluzione “dei gravi problemi dei beni ecclesiastici a gestione capitalistica e feudale”, parimenti si riconosceva la difesa della famiglia e l’indissolubilità del matrimonio celebrato con rito religioso.